# Euchlaena manubriaria
Euchlaena manubriaria là một loài bướm đêm trong họ Geometridae.